# Pachnoda chionopleura
Pachnoda chionopleura är en skalbaggsart som beskrevs av Leon Fairmaire 1884. Pachnoda chionopleura ingår i släktet Pachnoda och familjen Cetoniidae. Inga underarter finns listade i Catalogue of Life.